# Várfancsika
Várfancsika falu Romániában, Bihar megyében.

## Fekvése
Várfancsika a Király-erdő alatt, az itt eredő Reu-patak mellett fekvő kisközség, Vércsorog-tól északkeletre található.

## Története
A török hódítás kora előtt Alsó- és Felsőfancsika egymás mellett feküdtek, ezért megkülönböztetésként Vár-Fancsika néven is nevezték.
Fancsika a 15. században a Czibak család uradalmához tartozott.
1563-ban amikor a Czibak család Czibak Mihál fia Györgyben kihalt, Miksa király Mágócsi Gáspár tornai főispánnak és nejének, s általa Darvas Gergőnek és Móricz Györgynek adományozta.
A 20. század elején nagyobb birtoka itt Berzeviczy Bélának volt.
A településhez tartozott még Pojána puszta is.

## Nevezetességek
- Görögkeleti fatemploma – 1873-ban épült.